# Durio acutifolius
Durio acutifolius é uma espécie de angiospérmica da família Bombacaceae.
Pode ser encontrada nos seguintes países:  Indonésia e Malásia.